# Гнойна
Гнойна (пол. Gnojna, нім. Olbendorf) — село в Польщі, у гміні Гродкув Бжезького повіту Опольського воєводства.
Населення — 634 особи (2011).

## Демографія
Демографічна структура станом на 31 березня 2011 року:
|          | Загалом | Допрацездатний вік | Працездатний вік | Постпрацездатний вік |
| -------- | ------- | ------------------ | ---------------- | -------------------- |
| Чоловіки | 312     | 56                 | 229              | 27                   |
| Жінки    | 322     | 62                 | 185              | 75                   |
| Разом    | 634     | 118                | 414              | 102                  |